# Tomasz Lis
Pour les articles homonymes, voir Lis.
Ne doit pas être confondu avec Bogdan Lis.
Tomasz Rafał Lis, né le 6 mars 1966  à Zielona Góra, est un journaliste polonais connu notamment pour animer des émissions alternativement pour la télévision publique Telewizja Polska (TVP), et les grandes chaînes commerciales TVN et Polsat. Dans la presse écrite, il est successivement rédacteur en chef des hebdomadaires Wprost (2010-2012) puis Newsweek (édition polonaise) depuis 2012. Il est cofondateur et copropriétaire du site Internet NaTemat.pl.

## Biographie
Tomasz Lis commence à travailler le 3 mai 1990 pour la télévision polonaise Telewizja Polska (TVP) après avoir réussi un concours alors qu'il est encore étudiant en quatrième année de journalisme à l'Université de Varsovie. Il devient rapidement le principal correspondant parlementaire du journal télévisé. En 1992, il part pour neuf mois sur une bourse à l'Université Loyola de La Nouvelle-Orléans. Il est ensuite correspondant de TVP aux États-Unis de 1994 à 1997. Après son retour des États-Unis, il quitte la télévision publique pour la station nouvellement créée TVN.

### TVN
Il y anime l'émission Fakty (pl) le principal programme d'information de TVN. Après le succès à l'automne 2003 de son livre Co z tą Polską? (Alors, cette Pologne ?) dont le tirage dépasse 100 000 exemplaires), beaucoup le voient comme un candidat capable de remporter l'élection présidentielle polonaise contre le populiste Andrzej Lepper ou la première dame sortante Jolanta Kwaśniewska. Il est suspendu de ses fonctions, puis licencié par la direction de TVN pour « non-respect de ses obligations contractuelles ».

### Polsat
Le 1er septembre 2004 il devient directeur des programmes de la station de télévision Polsat. Il fonde avec Hanna Smoktunowicz Wydarzenia (pl), ainsi que le programme Co z tą Polską? (pl). Le 19 septembre 2007 le président de Polsat, Zygmunt Solorz-Żak l'écarte de la présentation de l'émission Wydarzenia et il décide de quitter immédiatement la station.
Tomasz Lis s'associe avec le portail Gazeta.pl pour poursuivre en ligne son émission Co z tą Polską? au titre légèrement modifié, jusqu'à la fin de 2007.

### Retour àTelewizja Polskaet presse écrite
Tomasz Lis devient alors conseiller de la direction de la filiale polonaise du groupe de presse suisse Edipresse et reprend sa collaboration avec la télévision publique, créant et produisant l'émission Tomasz Lis na żywo (pl) (jusqu'en janvier 2016).
De mai 2010 à février 2012, il est rédacteur en chef de l'hebdomadaire Wprost. Il prend ensuite la direction de la rédaction de la version polonaise de Newsweek.
Il participe régulièrement aux émissions de la station de radio TOK FM (pl) faisant débattre les représentants de différentes rédactions sur l'actualité.
Il crée le site Internet naTemat.pl (accessible au public depuis février 2012) qui'il présente comme un Huffington Post polonais.

## Livres
- 1994 : Jak to się robi w Ameryce (Comment fait-on en Amérique)
- 1997 : Zawód korespondent (Métier : correspondant)
- 1998 : LISt z Ameryki (Lettre d'Amérique)
- 1999 : Wielki finał. Kulisy wejścia Polski do NATO (La grande finale. Dans les coulisses de l'entrée de la Pologne dans l'OTAN)
- 2002 : ABC dziennikarstwa (L'ABC du journalisme) (collectif)
- 2003 : Co z tą Polską? (Alors, cette Pologne ?), Rosner & Współnicy (pl),  (ISBN 978-83-89217-44-8)
- 2004 : Nie tylko Fakty (Au-delà des faits), Rosner & Współnicy,
- 2006 : Polska, głupcze! (La Pologne, imbécile !), Świat Książki,
- 2007 : PIS-neyland (PISneyland), Świat Książki,  (ISBN 978-83-247-1021-8)
- 2008 : My, Naród (Nous, la Nation), Świat Książki,  (ISBN 978-83-247-1327-1)

## Récompenses et distinctions
Tomasz Lis a reçu à trois reprises le prix du journaliste polonais de l'année Grand Press (pl), en 1999, 2007 et 2009.
Il a reçu également neuf Wiktor (pl) (équivalent des 7 d'or français).
Il a été lauréat du Prix Kisiel (pl) en 2005.
Tomasz Lis est régulièrement dénoncé par les partisans du parti populiste PiS et la presse conservatrice comme manquant d'objectivité et trop proche de la Plate-forme civique ou de la gauche. Il a été « couronné » de prix parodiques à ce titre, notamment le prix Hyène de l'année (pl) en 2013 (nomination) et en 2015 (prix). Il a notamment été accusé en mai 2015 de ne pas respecter un des principes fondamentaux du travail journalistique, la vérification des sources.

## Vie privée
Il a épousé Kinga Rusin (en) en juin 1994. Le couple a divorcé le 27 juin 2006. Ils ont deux filles : Pola (née en 1996) et Iga (née en 2000). En 2007, il épouse une journaliste polonaise bien connue, Hanna Smoktunowicz.